# Джоаккіно Россіні
Джоаккі́но Анто́ніо Россі́ні (італ. Gioachino Antonio Rossini; 29 лютого 1792, Пезаро — 13 листопада 1868, Париж, Франція) — італійський композитор, автор декількох десятків опер.
Він зумів вдихнути нове життя в традиційні для Італії види опери — комічну (буфа) і «серйозну» (серіа). Особливо яскраво талант Россіні розкрився в області опери-буфа. Реалістичність життєвих замальовок, влучність у зображенні характерів, стрімкість дії, мелодійне багатство й блискуча дотепність забезпечили його добуткам величезну популярність. Композитор творив в епоху зростаючої суспільної активності народу Італії, підйому боротьби за незалежність. У його дієво оптимістичному, демократичному за духом мистецтві сучасники відчували голос свого бурхливого часу, бачили вираження італійського національного характеру. Період інтенсивної творчості Россіні тривав усього близько двадцяти років. За цей час він створив понад тридцять опер, багато з яких, за короткий період поставлені в усіх столичних театрах Європи, принесли авторові всесвітню славу.

## Життєпис

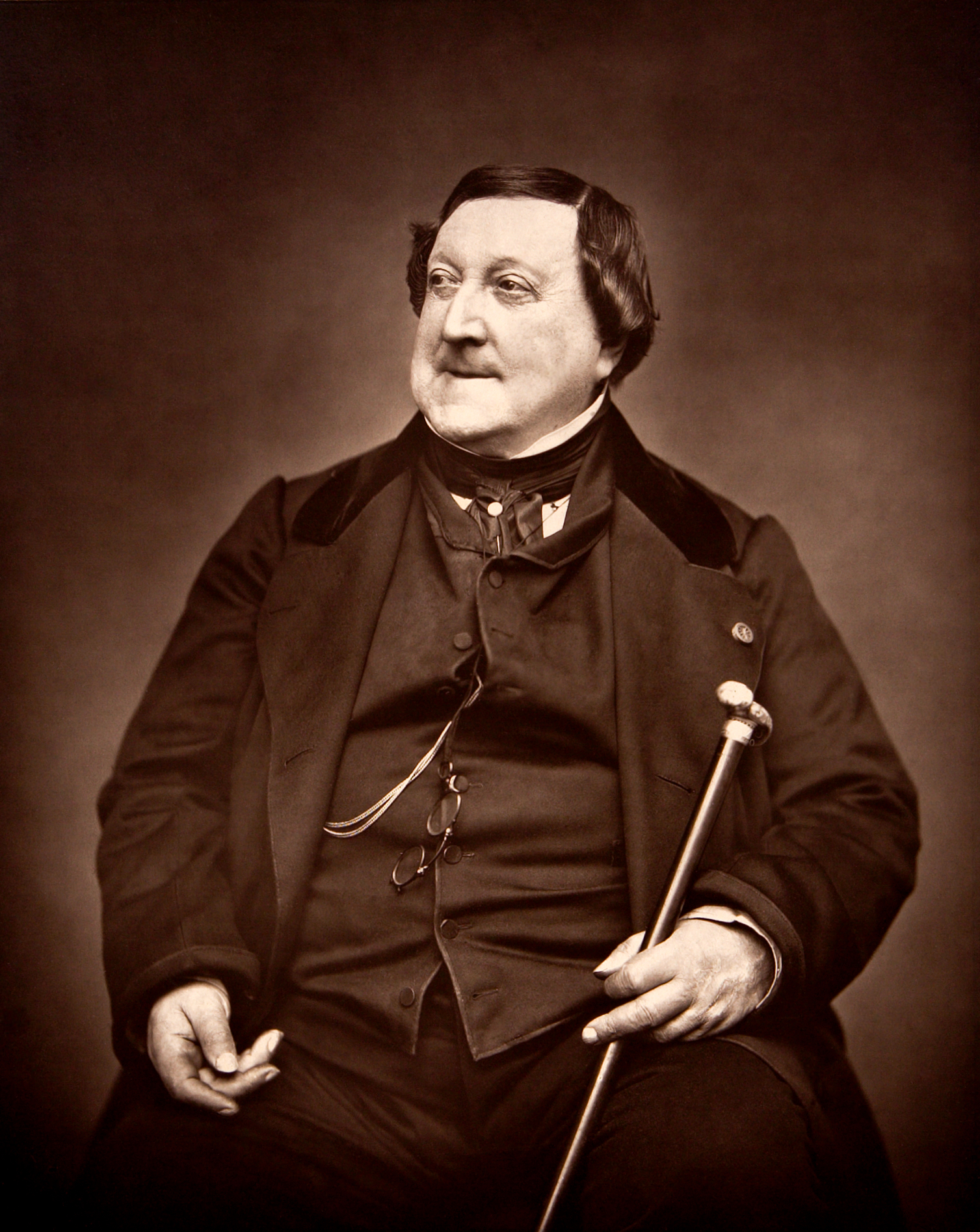
Джоаккіно Россіні, фотографія

Россіні народився 29 лютого 1792 року в італійському містечку Пезаро. Його батьками були музиканти (батько — валторніст і трубач, мати — співачка). З дитинства Джоаккіно навчався співу, грі на клавесині (італ. chembalo) й скрипці, а також теорії музики. Маючи гарний голос, співав у церковних хорах, виступав як акомпаніатор і диригент хору в оперних театрах. З 1806 по 1810 рік навчався музики в Болонському музичному ліцеї, де його викладачами були, зокрема, В. Каведаньї (віолончель) і С. Маттеї (контрапункт). З 1806 року Россіні — член Болонської філармонічної академії. Першу оперу, «Вексель на шлюб» (також «Шлюбний вексель»), написав у 1810 році. У наступні роки регулярно створював опери для театрів Венеції й Мілана.
1821 року Россіні одружився зі співачкою Ізабеллою Кольбран. У 1823 році на запрошення директора Лондонського королівського театру композитор приїхав до Великої Британії, де йому за п'ятимісячну роботу виплатили гонорар у 7000 фунтів стерлінгів. У 1824 році Россіні обійняв посаду директора Італійського театру в Парижі.
У 1829 році Россіні повернувся до Болоньї. У листопаді 1830 року знову приїхав у Париж. З 1836 по 1855 рік жив у Болоньї, де керував Болонським музичним ліцеєм, а також мешкав у Флоренції.
У 1845 році померла перша дружина композитора (з якою він формально розлучився ще у 1837 році). У 1847 році Россіні одружився з Олімпією Пеліссьє. У 1855 році знову оселився в Парижі, зробивши свій будинок одним із наймодніших музичних салонів.
Найзагадковішим у біографії Россіні є той факт, що майже всі свої опери композитор написав упродовж 20 років, тоді як останні 40 років свого життя майже не писав музики, за винятком кількох духовних творів (у тому числі «Stabat Mater» — гімн, присвячений Діві Марії), (1832 рік), романсів та фортепіанних п'єс.
Россіні помер 13 листопада 1868 року в містечку Пассі біля Парижа. 1887 року прах композитора перевезли до Флоренції.

## Риси стилю

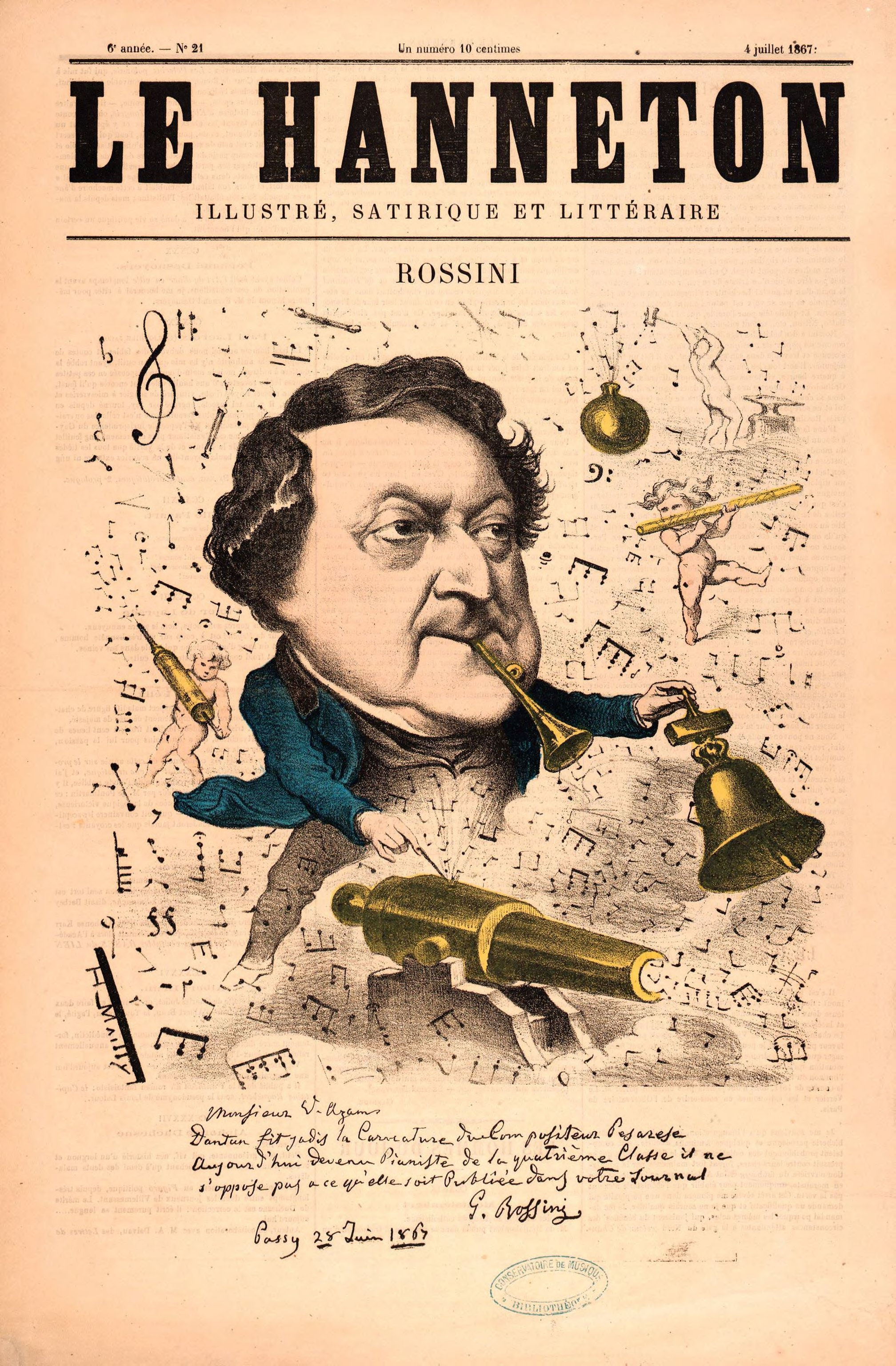
Джоаккіно Россіні, шарж

Письменник Джуліан Бадден, аналізуючи оперну творчість Россіні, вважав, що в основі його увертюр, арій та ансамблів лежать певні формули, які він називав «Кодексом Россіні» за аналогією з Кодексом Наполеона. При цьому і загалом вважав, що в музиці Россіні чути «нових військових якостей атаки, шуму та швидкості». На відміну від авторів опери серіа XVIII століття, що обирали «класичні» лібрето (зокрема, Метастазіо), Дж. Россіні обирав сюжети, властиві епосі романтизму, з історіями, які вимагали сильніших характеристик і швидшої дії. Формульний підхід зумовлений надзвичайною інтенсивністю роботи на початку кар'єри: протягом семи років 1812—1819 він написав 27 опер, часто в надзвичайно короткий термін. Для La Cenerentola (1817), наприклад, у нього було трохи більше трьох тижнів, щоб написати музику до прем'єри.
Така інтенсивність призводила до того, що композитор часто переносив вдалу увертюру до наступних опер: так, увертюра до La Pietra del paragone пізніше була використана для opera seria Tancredi (1813), а (у зворотному напрямку) увертюра до «Ауреліано в Пальмірі» (1813) закінчувалася (і сьогодні відома) як увертюра до комедії Il barbiere di Siviglia (Севільський цирульник). Він також широко використовував арії та інші фрагменти в пізніших творах. Спайк Г'юз зазначає, що з 26 номерів «Едуардо та Крістіна», створених у Венеції в 1817 році, 19 були взяті з попередніх робіт. Відтак коли видавець Джованні Рікорді випустив повне видання його творів у 1850-х роках, Россіні висловив свою огиду: «Одні й ті самі твори можна буде знайти кілька разів., тому що я вважав, що маю право вилучати зі своїх фіаско ті частини, які здавалися найкращими, щоб врятувати їх від корабельної аварії . . . Фіаско, здавалося, добре і мертве, а тепер дивіться, вони їх усіх реанімували!» 

#### Увертюри
Філіп Госсет зазначає, що Россіні «з самого початку був неперевершеним композитором увертюр». Їх структуру Ґоссетт характеризував так: «сонатні частини без розділів розвитку, яким зазвичай передує повільний вступ» з «ясними мелодіями, буйними ритмами [і] простою гармонічною структурою» та кульмінацією на крещендо.  Річард Тарускін також зазначає, що друга тема зазвичай виконується на дерев'яних духових інструментах, чия «впізнаваність» «закарбовується у слуховій пам'яті», і що багатство та винахідливість його поводження з оркестром, навіть у цих ранніх роботах знаменує початок «великого розквіту оркестровки дев'ятнадцятого століття». 

#### Арії

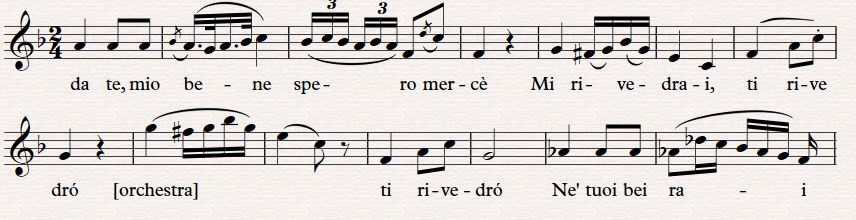
Фрагмент арії «Di tanti palpiti» (Tancredi)

Підхід Россіні до створення арій (та дуетів) у стилі каватини стала розвитком традицій арій та речитативів вісімнадцятого століття. За словами Росселлі, в руках Россіні «арія стала двигуном для вивільнення емоцій». Типова структура арії Россіні включала ліричний вступ («cantabile») і більш насичене, блискуче завершення («cabaletta»). Цю модель можна адаптувати різними способами відповідно до сюжету (на відміну від структур, характерних аріям XVIII сторіччя, що призводили до зупинки дії внаслідок виконання необхідних повторів арії да капо). Наприклад, вони можуть перемежовуватися коментарями інших персонажів (конвенція, відома як «pertichini»), або хор може втручатися між кантабіле та кабалетою, щоб емоційно піднести соліста. Такі розробки не були власним винаходом Россіні, проте він досяг неабиякої майстерності в їх створенні.  Прикладом таких арій є каватина «Di tanti palpiti» з Танкреді, яку і Тарускін, і Ґоссетт (серед інших) виділяють як трансформуючу, «найвідомішу арію Россіні, яку коли-небудь написав»,  з «мелодією, яка здається, передає мелодійну красу та невинність, характерні для італійської опери».   Обидва автори вказують на типовий прийом уникнення «очікуваної» каденції, замість якої відбувається раптовий перехід в іншу тональність (див. приклад); Тарускін зауважує неявний каламбур, оскільки слова говорять про повернення, але музика рухається в новому напрямку.  Ґоссет зазначає, що кабалетний стиль Россіна справив вплив на творчість італійських композиторів, зокрема на оперу «Аїди» Джузеппе Верді (1871). 

#### Структура

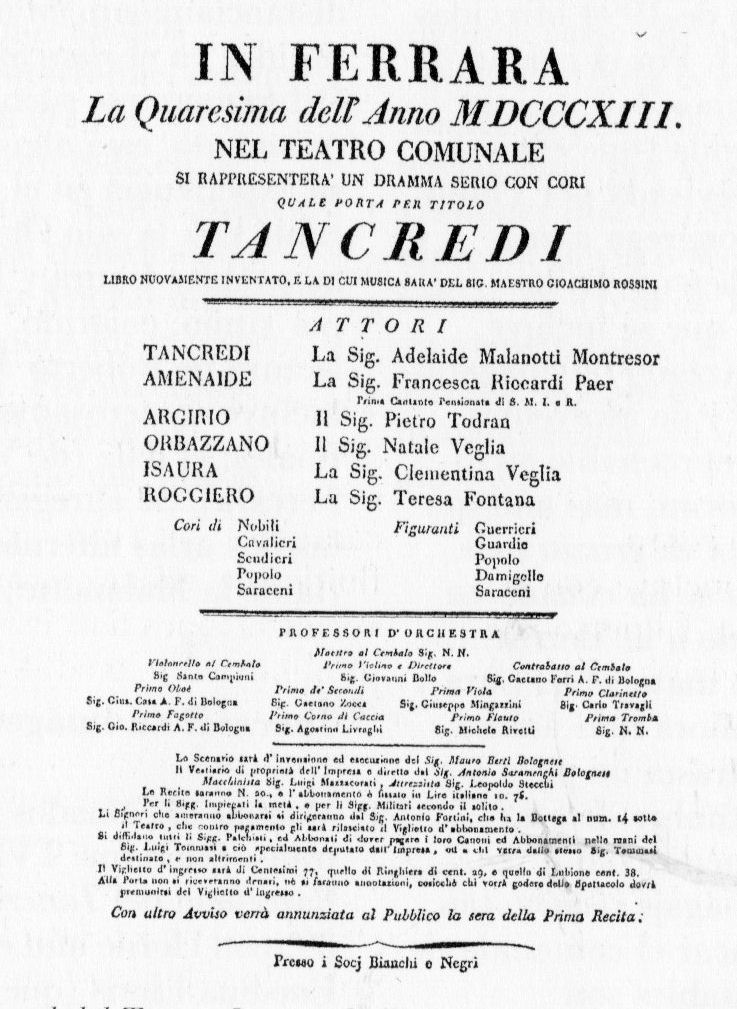
Афіша вистави «Танкреді» у Феррарі, 1813 рік

Така структурна інтеграція форм вокальної музики з драматичним розвитком опери означала кардинальний відхід від первинності арії (як це було за часів Метастазіо); у творах Россіні сольні арії поступово займають меншу частку опер на користь дуетів (також зазвичай у форматі кантабіле-кабалета) та ансамблів. 
Наприкінці XVIII століття творці опери-буффа дедалі більше розвивали драматичну інтеграцію фіналів кожної дії. Фінали почали «розповсюджуватися назад», займаючи все більшу частину дії, вибудовуючись по формі у безперервну серію розділів з розвиненим оркестровим супроводом, кожен зі своїми власними характеристиками швидкості та стилю, що розвиваються до гучної та енергійної фінальної сцена.  У комічних операх Россіні довів цю техніку до свого піку та розширив її діапазон далеко за межі своїх попередників. Про фінал першого акту L'italiana in Algeri Тарускін пише, що це «найбільш концентрована доза Россіні, яка тільки існує».
Техніка наскрізних динамічних фіналів Россіні мала велике значення для розвитку opera seria. Ґоссетт, аналізуючи фінал першої дії «Танкреді» визначає такі її елементи: контрастну послідовність «динамічних» і «статичних» епізодів, завершальна «статична» частина у формі кабалетти, в якій беруть участь та об'єднуються в заключних каденціях усі персонажі. Ґоссет стверджує, що «починаючи з Танкреді … наскрізні фінали стають характерними для всіх опер Россіні та його сучасників» .
Опери Россіні відзначаються широким змістовним та емоційним спектром. Россіні досяг чималого комічного результату у «Севільскому цирюльнику» (1816 рік). Але і в серйозному жанрі Россіні сягнув неперевершеної досконалості й глибини: від неоднорідної, але палкої й ностальгійної «Діви озера» (1819 рік) до трагедії «Семіраміда» (1823 рік) та сакральної монументальності «Мойсей і фараон, або Перехід через Червоне море» (1827 рік) і, нарешті, до останньої опери композитора «Вільгельм Телль» (1829 рік).

## Творчий доробок

### Опери
- Шлюбний вексель (італ. La cambiale di matrimonio) — 1810
- Дивне непорозуміння (L'equivoco stravagante) — 1811
- Деметрій і Полібій (Demetrio e Polibio) — 1812
- Щасливий обман (L'inganno felice) — 1812
- Кір у Вавилоні, або Падіння Валтасара (Ciro in Babilonia (La caduta di Baldassare) — 1812
- Шовкові сходи (La scala di seta) — 1812
- Кресало (La pietra del paragone) — 1812
- Випадок робить крадієм, або Сплутана валіза (L'occasione fa il ladro (Il cambio della valigia) — 1812
- Синьйор Брускіно, або Випадковий син (Il signor Bruschino, ossia Il figlio per azzardo) — 1813
- Танкред (Tancredi) — 1813
- Італійка в Алжирі (L'italiana in Algeri) — 1813
- Авреліан у Пальмірі (Aureliano in Palmira) — 1813
- Турок в Італії (Il turco in Italia) — 1814
- Сиґізмунд (Sigismondo) — 1814
- Єлизавета Англійська (Elisabetta regina d'Inghilterra) — 1815
- Торвальд і Дорліска (Torvaldo e Dorliska) — 1815
- Севільський цирульник («Альмавіва, або Даремна обачність»), Almaviva (ossia L'inutile precauzione (Il Barbiere di Siviglia)) — 1816
- Газета (La gazzetta (Il matrimonio per concorso) — 1816
- Отелло, або Венеційський мавр (Otello o Il moro di Venezia) — 1816
- Попелюшка, або Тріумф доброти (La Cenerentola, ossia La bonta in trionfo) — 1817
- Сорока-злодійка[22] (La gazza ladra) — 1817
- Арміда (Armida) — 1817
- Аделаїда Бургундська, або Отто, король Італії (Adelaide di Borgogna or Ottone, re d'Italia) — 1817
- Мойсей у Єгипті (Mose in Egitto) — 1818
- Адіна, або Каліф Багдадський (Adina or Il califfo di Bagdad) — 1818
- Річчардо і Дзораїда (Ricciardo e Zoraide) — 1818
- Герміона (Ermione) — 1819
- Едуард і Крістіна (Eduardo e Cristina) — 1819
- Діва озера (La donna del lago) — 1819
- Б'янка і Фальєро (Рада трьох) (Bianca e Falliero (Il consiglio dei tre) — 1819
- Магомет Другий (Maometto secondo) — 1820
- Матильда ді Шабран, або Краса і Залізне Серце (Matilde di Shabran, or Bellezza e Cuor di Ferro) — 1821
- Зельміра (Zelmira) — 1822
- Семіраміда (Semiramide) — 1823
- Подорож до Реймса (Il viaggio a Reims (L'albergo del giglio d'oro)) — 1825
- Облога Коринфа (Le Siege de Corinthe) — 1826
- Мойсей і фараон, або Перехід через Червоне море (Moise et Pharaon (Le passage de la Mer Rouge) — 1827 (переробка опери «Мойсей в Єгипті»)
- Граф Орі (Le Comte Ory) — 1828
- Вільгельм Телль (Guillaume Tell) — 1829

### Інші вокальні твори
- «Stabat mater» (1832, 2-а ред. 1841);
- «Маленька урочиста меса» (1863);
- понад 20 інших духовних творів;
- близько 16 кантат;
- гімни, хори; пісні, арії, дуети, тріо; етюди, вправи, каденції.

### Інструментальна музика
- 6 сонат для стр. (бл. 1804);
- 3 симфонії;
- інші п'єси для оркестру і камерно-інструментальні твори;
- п'єси для духового оркестру;

## Вшанування пам'яті
У місті Кривий Ріг є вулиця Россіні[джерело?].